# Rødby
Rødby, på svenska även Rödby är en tätort och stad som ligger i Lollands kommun på ön Lolland i södra Danmark. Orten har 2 085 invånare (2017) och ligger fem kilometer nordöst om Rødbyhavn.
Rødby ligger i en platt del av Lolland, nära före detta Rødby Nor, nu uppdämd, det var tidigare en hamnstad. Sedan man på 1900-talet beslutade att dränera stora områden har en pumpstation vid Kramnitse sett till att hålla Rødby Nor och Rødby Fjord torra från vatten, inte minst för att undvika översvämningar i staden.  Det har dock inneburit att den gamla köpstaden slutligen förlorat sin direkta koppling till havet.
Från tiden som hamnstad finns flera gamla magasin och livsmedelsgårdar, bl.a Willers Gård från 1729, som idag fungerar som turistbyrå. Rødby kyrka är från medeltiden och byggdes om 1632, 1728 och på 1800-talet, tornet är 38 meter högt. Från staden är det cirka fem kilometer till hamnstaden Rødbyhavn och cirka tolv kilometer till staden Maribo. 
Tidigare har staden utgjort centralort i dåvarande Rødby kommun i Storstrøms amt. 

## Industrier på 1800-talet
Rødby hade ett rikt industriliv och under perioden 1850–1900 fanns det bland annat ett boktryckeri, tre ölbryggerier, två brännerier, fyra garverier, ett kalkbränneri, två keramikfabriker, två klädesfabriker, ett tegelbruk, två ullspinnerier, en ångkvarn, en maskin- och vagnfabrik  "Vulcan" (med 130–140 arbetare), ett svinslakteri (ett aktiebolag med 16 arbetare), ett mejeri och ett järngjuteri.

## Kända personer
- Emil Vett
- Gutte Eriksen

## Bilder

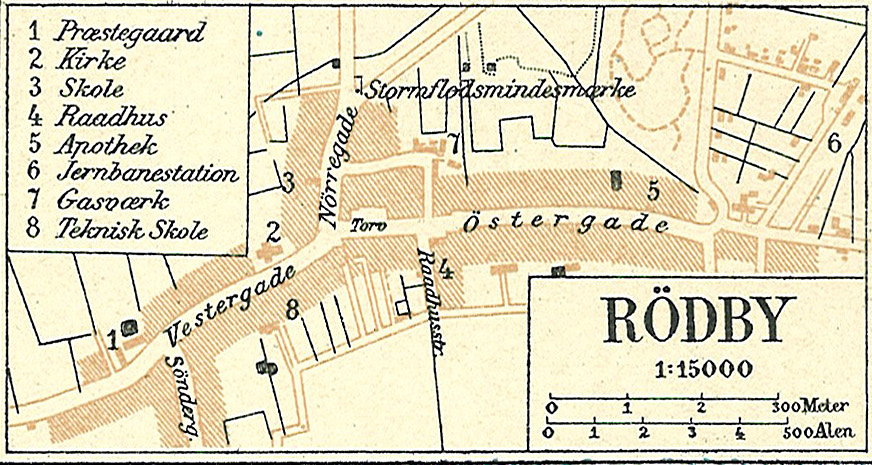
Rødby ca 1900.
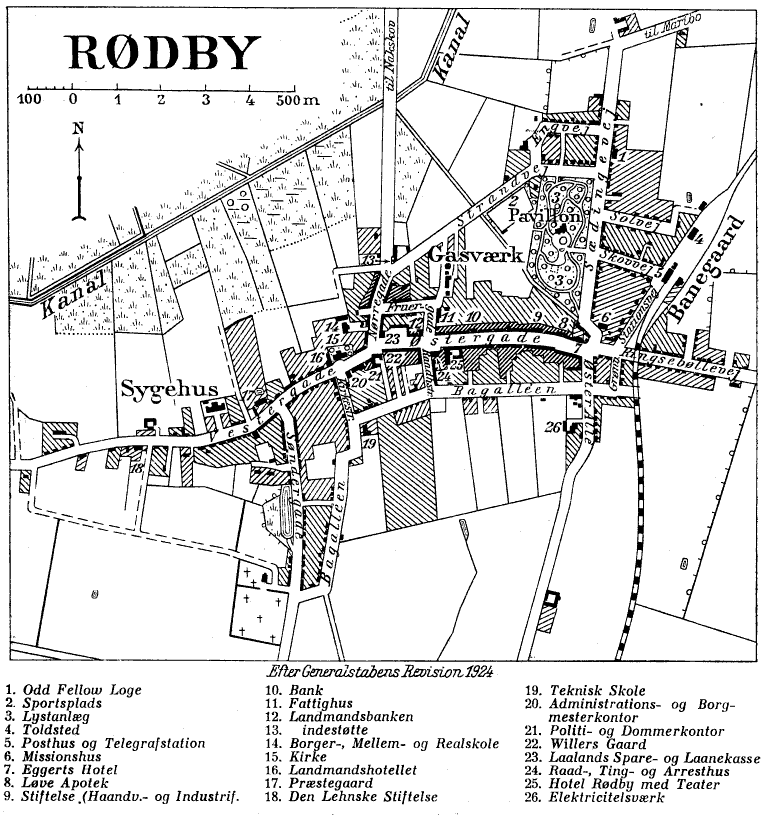
Rødby ca 1924.
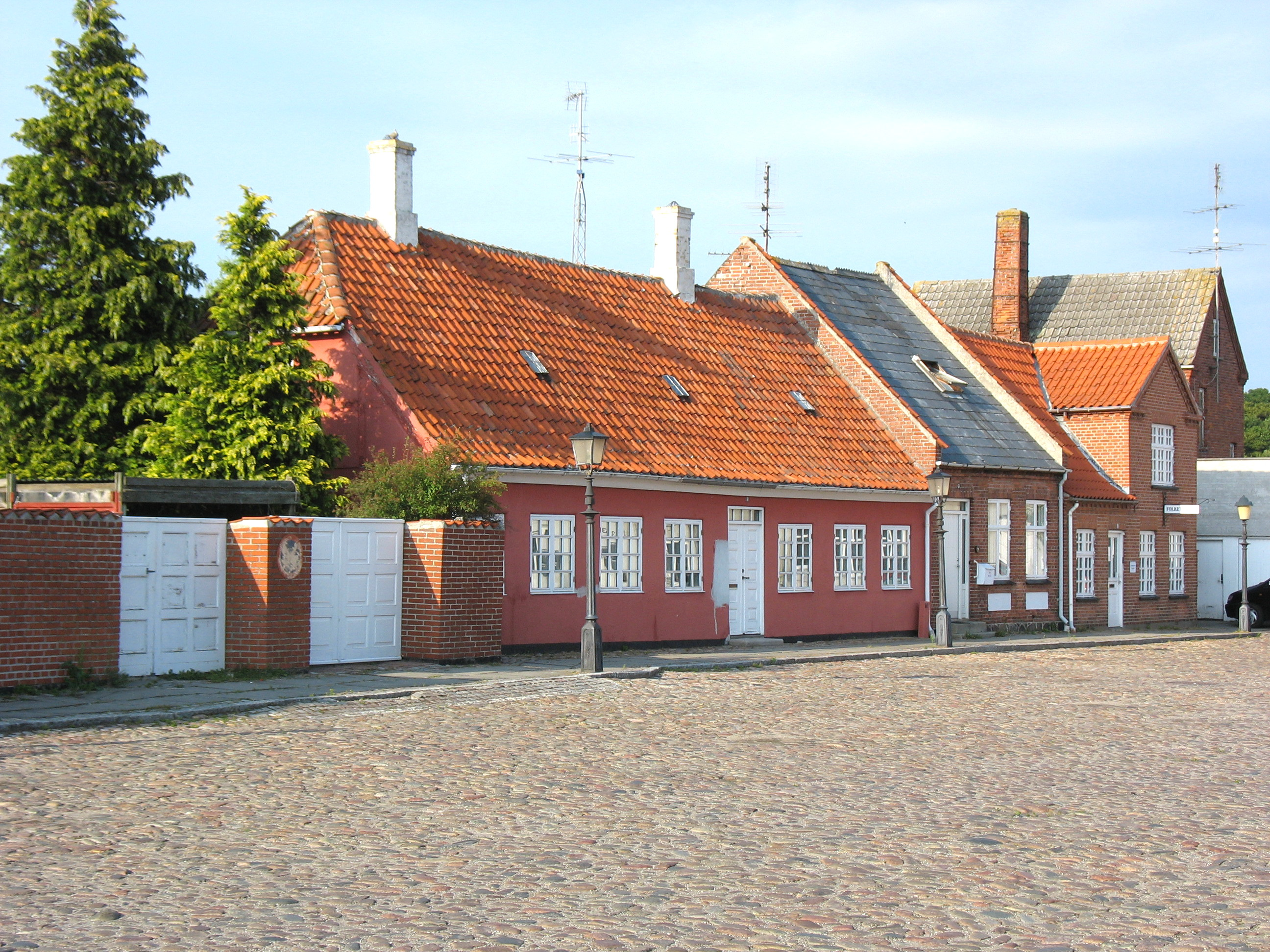
Torget i Rødby.
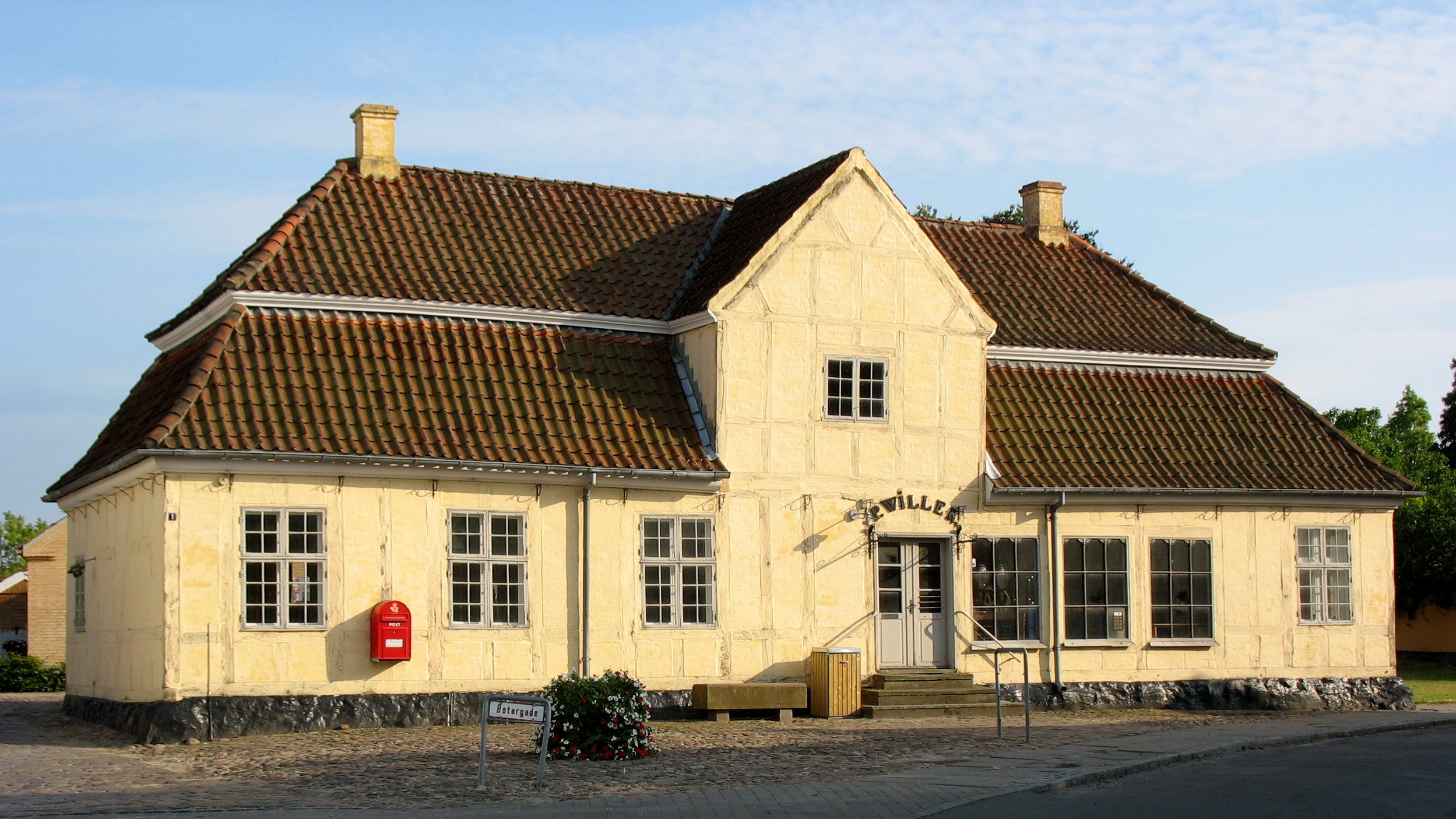
Willers Gård.

### Fotnoter
1. ↑  Mätning på ”SDFE kortviewer”. SDFE. Arkiverad från originalet den 13 november 2020. https://web.archive.org/web/20201113052319/https://sdfekort.dk/. Läst 8 oktober 2017.
2. 1 2  ”Folketal 1. januar efter byer og tid”. Danmarks statistik. http://www.statistikbanken.dk/BY1. Läst 8 oktober 2017.